# 頤中大樓
頤中大樓是上海市的一座歷史建築，位於南苏州路161-175号，修建於1920年。該建築曾經是駐華英美煙公司的辦公地點。後來該公司在1934年註冊頤中煙草股份公司，建築因此得名。1997年，頤中大樓被列入上海市第三批優秀歷史建築名單。